# 数仿模拟合成器
数仿模拟合成器（analog modeling synthesizer）是一种合成器，用数字信号处理和软件算法生成传统的模拟合成器的声音。数仿模拟合成器用数字方式模仿原始的电路，以重现其声音。
这种合成方式又称为仿真模拟（Virtual Analog）。数仿模拟合成器比真正的模拟合成器更可靠，因为振荡器的音高最终是由数字时钟信号维持的，数字硬件一般不太会受温度变化影响。
模拟合成器复音的每个声部都需要一个振荡器电路，但数仿模拟合成器不存在这种问题。也就是说，很多数仿模拟合成器，特别是新近的款型，只要所运行的CPU能够处理，复音数是不限的。
数仿模拟合成器还能储存音色，以及MIDI功能，这是模拟合成器几乎不具备的。完全在一台宿主计算机中运行的数仿模拟合成器，一般称作模拟软件合成器。
1990年代Nord Lead推出时，这个词首先被使用。
以下是一些数仿模拟合成器：
- Access Virus仿真模拟合成器系列
- AKAI Professional的AKAI Miniak数仿模拟合成器
- Alesis Ion, Micron以及Fusion
- Arturia Origin
- Clavia Nord Lead和Nord Modular系列
- Korg Z1, Prophecy, MS-2000, microKORG, RADIAS, R3, KingKORG, Electribe, Prologue
- Kurzweil PC3X
- M-Audio Venom
- Novation Supernova, Supernova II, Nova, A-Station, K-Station, X-Station, XioSynth, Ultranova, MiniNova
- Oberheim OB12
- Quasimidi Raven, Rave-O-Lution, Polymorph, Sirius
- Roland JP-8000, JP-8080, V-Synth, SH-201, SH-01 Gaia, JU-06, SH-32, Aira System-8, Aira System-1
- Studiologic Sledge (see Fatar)
- Waldorf Q, Q+ and MicroQ
- Yamaha AN1x, Yamaha Reface CS, AN200